# Jules Alexandre Daveau
Jules Alexandre Daveau (29 de febrero de 1852, Argenteuil - 24 de agosto de 1929) fue un botánico francés conocido por sus investigaciones sobre la flora portuguesa.
En su adolescencia comenzó a trabajar como aprendiz de jardinero en el Museo Nacional de Historia Natural de París. En 1875 fue enviado en una expedición botánica a la Cirenaica. Entre 1876 y 1893 se desempeñó como jefe de jardineros de los jardines botánicos en Lisboa. Posteriormente, fue curador en el herbario y el jardín botánico en Montpellier.

## Honores

### Eponimia
Género
- (Asteraceae) Daveaua Willk. ex Mariz[3]

Especies
- (Asteraceae) Erigeron daveauanus (Sennen) Greuter[4][5][6]

- (Cistaceae) Cistus × daveauanus P.Silva[7]

- (Fabaceae) Trifolium daveauanum Thell.[8]

- (Iridaceae) Romulea daveauana Emb. & Maire[9]

- (Plumbaginaceae) Armeria daveaui (Cout.) P.Silva[10]

## Algunas publicaciones
- Aperçu sur la végétation de l'Alemtejo et de l'Algarve, 1882 - Información general de la vegetación de Alemtejo y de Algarve

- Euphorbiacées du Portugal, 1885 - Euphorbiaceae de Portugal

- Cistinées du Portugal, 1886 - Cistineae de Portugal

- Plumbaginées du Portugal, 1889 - Plumbaginaceae de Portugal

- Cypéracées du Portugal, 1892 - Cyperaceae de Portugal.[11]
- La abreviatura «Daveau» se emplea para indicar a Jules Alexandre Daveau como autoridad en la descripción y clasificación científica de los vegetales.[12]